# Mario Pokar
Mario Polkar (Usingen, 18 gennaio 1990) è un calciatore tedesco, centrocampista dell'Halberg Brebach.

## Caratteristiche tecniche
È un trequartista.

## Statistiche

### Presenze e reti nei club
Statistiche aggiornate al 29 settembre 2019.
| Stagione                        | Squadra                         | Campionato                      | Campionato | Campionato | Coppe nazionali | Coppe nazionali | Coppe nazionali | Coppe continentali | Coppe continentali | Coppe continentali | Altre coppe | Altre coppe | Altre coppe | Totale | Totale |
| Stagione                        | Squadra                         | Comp                            | Pres       | Reti       | Comp            | Pres            | Reti            | Comp               | Pres               | Reti               | Comp        | Pres        | Reti        | Pres   | Reti   |
| ------------------------------- | ------------------------------- | ------------------------------- | ---------- | ---------- | --------------- | --------------- | --------------- | ------------------ | ------------------ | ------------------ | ----------- | ----------- | ----------- | ------ | ------ |
| 2007-2008                       | Eintracht Francoforte II        | RL                              | 3          | 1          |                 | -               | -               |                    | -                  | -                  |             | -           | -           | 3      | 1      |
| 2008-2009                       | Eintracht Francoforte II        | RL                              | 5          | 1          |                 | -               | -               |                    | -                  | -                  |             | -           | -           | 5      | 1      |
| 2009-2010                       | Sandhausen                      | 3L                              | 6          | 1          | CG              | 0               | 0               |                    | -                  | -                  |             | -           | -           | 6      | 1      |
| 2010-2011                       | Hessen Kassel                   | RL                              | 28         | 2          | CG              | 0               | 0               |                    | -                  | -                  |             | -           | -           | 28     | 2      |
| 2011-2012                       | Eintracht Francoforte II        | RL                              | 16         | 3          |                 | -               | -               |                    | -                  | -                  |             | -           | -           | 16     | 3      |
| Totale Eintracht Francoforte II | Totale Eintracht Francoforte II | Totale Eintracht Francoforte II | 24         | 5          |                 | -               | -               |                    | -                  | -                  |             | -           | -           | 24     | 5      |
| 2012-2013                       | Kaiserslautern II               | RL                              | 35         | 4          |                 | -               | -               |                    | -                  | -                  |             | -           | -           | 35     | 4      |
| 2013-2014                       | Kaiserslautern II               | RL                              | 33         | 15         |                 | -               | -               |                    | -                  | -                  |             | -           | -           | 33     | 15     |
| 2014-2015                       | Kaiserslautern II               | RL                              | 33         | 10         |                 | -               | -               |                    | -                  | -                  |             | -           | -           | 33     | 10     |
| 2015-2016                       | Kaiserslautern II               | RL                              | 29         | 5          |                 | -               | -               |                    | -                  | -                  |             | -           | -           | 29     | 5      |
| Totale Kaiserslautern II        | Totale Kaiserslautern II        | Totale Kaiserslautern II        | 130        | 34         |                 | -               | -               |                    | -                  | -                  |             | -           | -           | 130    | 34     |
| 2014-2015                       | Kaiserslautern                  | 2L                              | 1          | 0          | CG              | 0               | 0               |                    | -                  | -                  |             | -           | -           | 1      | 0      |
| 2016-2017                       | F91 Dudelange                   | DN                              | 24         | 7          | CL+CdL          | 5+1             | 0               | UCL                | 2                  | 0                  |             | -           | -           | 32     | 7      |
| 2017-2018                       | F91 Dudelange                   | DN                              | 25         | 3          | CL+CdL          | 1+1             | 0               | UCL                | 2                  | 0                  |             | -           | -           | 29     | 3      |
| 2018-2019                       | F91 Dudelange                   | DN                              | 25         | 5          | CL+CdL          | 5+1             | 0               | UCL+UEL            | 0+5                | 0                  |             | -           | -           | 36     | 5      |
| 2019-2020                       | F91 Dudelange                   | DN                              | 3          | 1          | CL+CdL          | 0+0             | 0               | UCL+UEL            | 2+7                | 1+0                |             | -           | -           | 11     | 2      |
| Totale Dudelange                | Totale Dudelange                | Totale Dudelange                | 77         | 16         |                 | 14              | 0               |                    | 18                 | 1                  |             | -           | -           | 109    | 17     |
| Totale carriera                 | Totale carriera                 | Totale carriera                 | 266        | 65         |                 | 14              | 0               |                    | 18                 | 1                  |             | -           | -           | 297    | 66     |

## Palmarès

### Club

#### Competizioni nazionali
- Campionato lussemburghese: 2

F91 Dudelange: 2017-2018, 2018-2019
- Coppa del Lussemburgo: 1

F91 Dudelange: 2018-2019